# پلاس (خرمدره)
پلاس، روستایی از توابع بخش مرکزی شهرستان خرمدره در استان زنجان ایران است. این روستا در دهستان الوند قرار دارد. ارتفاع این روستا از سطح دریا ۱۸۳۰ متر است.

## موقعیت
بزرگترین گلخانه در اراضی پلاس احداث خواهد شد روستای پلاس بخاطر دارا بودن طبیعت بکر وکوههای مرتفع از دیر باز مورد توجه بود به همین علت محمد حسین خان منصوری سرهنگ راد که مردی متول و توانگری بود بعد از جنگ با امیر جهانشاه خان، پلاس را برای زندگی انتخاب نمود محمد حسین خان و برادرش محمد هاشم خان منصوری پلاسی که هر دو نایب الحکومه بودند دارای سری بی باک و تفنگچیان با جسارتی بودند
پس از استقرار آنها در روستای پلاس ۰روستای پلاس دارای جنلگها وباغات بسیار زیبابی بود که توسط هاشم خان ایجاد شده بود  ۰پلاس از دیر باز دارای مردمان خونگرم مهربان ومهمان دوست میباشد واین صفا وصمیمیت مردمان پلاس زبانزد میباشد ۰امروز نیز پس از گذشت نزدیک به یک قرن از زمان محمدهاشم پلاس وراث مهر و صفا وصمیمیت میباشد دارای سازه ی روستای سنتی وجدید میباشد که از روستاهای دیگر متمایز می باشد ،اقتصاد پلاس بر پایه کشاورزی و دامپروری میباشد و بخاطر نزدیکی به مرکز شهرستان واتوبان تهران جذابیت فوق العاده ای دارد.

## جمعیت
این روستا در دهستان الوند قرار دارد و براساس سرشماری مرکز آمار ایران در سال۱۳۹۵، دارای ۱۱۶نفر جمعیت(معادل۳۰خانوار) بوده است.